# Les Garennes sur Loire
Pour les articles homonymes, voir La Garenne (homonymie).
Les Garennes sur Loire est une commune nouvelle française située dans le département de Maine-et-Loire, en région Pays de la Loire. Elle a été créée le 15 décembre 2016,.
Elle est issue du regroupement des communes de Juigné-sur-Loire et de Saint-Jean-des-Mauvrets, qui deviennent communes déléguées. Son chef-lieu est fixé à Juigné-sur-Loire.

## Géographie

### Localisation
Garennes sur Loire est à 12 km au sud-est d'Angers.

### Communes limitrophes
| Les Ponts-de-Cé           |                    | Loire-Authion         |
|                           | Garennes sur Loire |                       |
| Saint-Melaine-sur-Aubance |                    | Brissac Loire Aubance |

### Hydrographie
La rive gauche de la Loire borde le nord de la commune.

### Climat
Pour des articles plus généraux, voir Climat des Pays de la Loire et Climat de Maine-et-Loire.
En 2010, le climat de la commune est de type climat océanique altéré, selon une étude du CNRS s'appuyant sur une série de données couvrant la période 1971-2000. En 2020, Météo-France publie une typologie des climats de la France métropolitaine dans laquelle la commune est exposée à un climat océanique et est dans la région climatique Moyenne vallée de la Loire, caractérisée par une bonne insolation (1 850 h/an) et un été peu pluvieux.
Pour la période 1971-2000, la température annuelle moyenne est de 12,1 °C, avec une amplitude thermique annuelle de 14,2 °C. Le cumul annuel moyen de précipitations est de 620 mm, avec 11,1 jours de précipitations en janvier et 5,7 jours en juillet. Pour la période 1991-2020, la température moyenne annuelle observée sur la station météorologique de Météo-France la plus proche, « Blaison-Gohier », sur la commune de Blaison-Saint-Sulpice à 8 km à vol d'oiseau, est de 12,8 °C et le cumul annuel moyen de précipitations est de 672,7 mm,. Pour l'avenir, les paramètres climatiques de la commune estimés pour 2050 selon différents scénarios d'émission de gaz à effet de serre sont consultables sur un site dédié publié par Météo-France en novembre 2022.

## Urbanisme

### Typologie
Au 1er janvier 2024, Les Garennes sur Loire est catégorisée ceinture urbaine, selon la nouvelle grille communale de densité à sept niveaux définie par l'Insee en 2022.
Elle appartient à l'unité urbaine d'Angers, une agglomération intra-départementale regroupant douze  communes, dont elle est une commune de la banlieue,,. Par ailleurs la commune fait partie de l'aire d'attraction d'Angers, dont elle est une commune de la couronne,. Cette aire, qui regroupe 81 communes, est catégorisée dans les aires de 200 000 à moins de 700 000 habitants,.

## Toponymie
Une garenne est un espace boisé ou herbeux où vivent des lapins sauvages.

## Histoire
Il convient de se reporter aux articles consacrés aux anciennes communes fusionnées.

## Politique et administration

### Administration municipale
| Période      | Période                   | Identité                  | Étiquette | Qualité                                                               |
| ------------ | ------------------------- | ------------------------- | --------- | --------------------------------------------------------------------- |
| janvier 2017 | En cours (au 28 mai 2020) | Jean-Christophe Arluison, | DVD       | Expert-comptable retraité Vice-président de la CC Loire Layon Aubance |

### Communes déléguées
| Nom                      | Code Insee | Intercommunalité | Superficie (km2) | Population (dernière pop. légale) | Densité (hab./km2) |
| ------------------------ | ---------- | ---------------- | ---------------- | --------------------------------- | ------------------ |
| Juigné-sur-Loire (siège) | 49167      | CC Loire Aubance | 12,49            | 2 653 (2014)                      | 212                |
| Saint-Jean-des-Mauvrets  | 49290      | CC Loire Aubance | 12,76            | 1 770 (2014)                      | 139                |

## Population et société

### Démographie
L'évolution du nombre d'habitants est connue à travers les recensements de la population effectués dans la commune depuis sa création.

En 2022, la commune comptait 4 670 habitants, en évolution de +3,89 % par rapport à 2016 (Maine-et-Loire : +2,12 %, France hors Mayotte : +2,11 %).
| 2015  | 2020  | 2022  |
| ----- | ----- | ----- |
| 4 470 | 4 614 | 4 670 |

## Économie
Il convient de se reporter aux articles consacrés aux anciennes communes fusionnées.

## Culture locale et patrimoine
Il convient de se reporter aux articles consacrés aux anciennes communes fusionnées.